# س. إف. جيف وو
س. إف. جيف وو (بالإنجليزية: C.F. Jeff Wu)‏ هو إحصائي أمريكي، ولد في 15 يناير 1949 في تايوان.